# La Escondida (Argentine)
Pour les articles homonymes, voir La Escondida (homonymie).
La Escondida est une localité argentine située dans la province du Chaco, dans le département de General Donovan.

## Démographie
La localité comptait 3 219 habitants (Indec, 2001), soit une augmentation de 15,5 % par rapport à 2 788 (Indec, 1991) lors du précédent recensement.

## Parroisses
| Archidiocèse | Resistencia         |
| ------------ | ------------------- |
| Paroisse     | San Carlos Borromeo |